# Cobh Ramblers Football Club
Il Cobh Ramblers Football Club è una società calcistica irlandese con sede nella città di Cobh. Gioca nella FAI League of Ireland. Il club, fondato nel 1922 ed iscritto alla lega nel 1984, è di Cobh, Contea di Cork (Munster) e gioca le sue gare casalinghe a St. Colman's Park. I colori del club sono il celeste e l'amaranto.

## Storia
Fino alla stagione 2007, i Ramblers hanno giocato in FAI First Division. Per questo motivo hanno raramente potuto disputare gare contro i rivali locali del Cork City F.C., squadra di FAI Premier Division, se non in amichevoli prestagionali e in gare di coppa.

### Anni ottanta
I Cobh Ramblers hanno preso parte alla League of Ireland a partire dal 1984, dopo numerosi successi nella Senior League della provincia di Munster. Una delle stagioni più proficue fu quella del 1983, quando raggiunse le semifinali di FAI Cup facendo fuori molte squadre delle divisioni superiori. A fermare la loro corsa fu lo Sligo Rovers: il replay di questa gara portò al Flower Lodge (anche detto Páirc Uí Rinn, di proprietà della locale Gaelic Athletic Association) di Cork ben 20.000 spettatori. Al terzo replay della gara lo Sligo vinse per 3-2.

### Promozione in Premier Division
Il 10 novembre 2007 i Cobh Ramblers hanno battuto l'Athlone Town per 1-0. La vittoria ha dato ai Rams il primo trofeo della storia del club. Durante la stagione 2007, i Ramblers hanno conseguito un record di 27 gare senza sconfitte, 22 delle quali senza subire reti, ottenendo a fine campionato 77 punti, un record per la lega.

## Giocatori famosi
I giocatori più importanti che hanno militato nel Cobh Ramblers sono stati l'internazionale irlandese e stella del Manchester United Roy Keane, e l'ex giocatore del Manchester City - e Stoke City - Stephen Ireland.

## Palmarès

### Competizioni nazionali
- League of Ireland First Division: 1

2007

### Altri piazzamenti
- League of Ireland Cup:

Finalista: 2018
- FAI First Division:

Secondo posto: 1987-1988, 1992-1993
Terzo posto: 1990-1991, 1991-1992, 1998-1999, 2005